# 正木時茂 (正木時綱子)
正木 時茂（まさき ときしげ）は、戦国時代の武将。里見氏の家臣。

## 生涯
1513年（永正10年）、正木時綱の子として誕生。1533年（天文2年）、里見氏の内紛である稲村の変が発生し、父・時綱と兄が戦死したため家督を相続した（時茂は傷を負いながらも命からがら脱出したと言われている）。時茂は槍術に優れており、槍大膳と称された。
里見義堯に寄騎として属し、1534年（天文3年）の里見義豊討伐に従い、勝利した義堯が安房本国に入った為にそれまで居城としていた上総国金谷城に代わりに入ったとされる。翌年に北条氏綱が扇谷上杉家と戦った際には北条方の援軍として派遣されている。その後、里見氏と北条氏の関係が対立関係に転じ、1538年（天文7年）の第一次国府台合戦には里見方として参陣する。
その後、一族である内房正木氏の北条方への離反や上総武田氏勢力の衰退という状況を受けて、金谷城がある西上総から安房国朝夷郡に本拠を移した後に東上総へ進出し1542年（天文11年）には勝浦城を攻めてこれを奪っている。1544年（天文13年）には真里谷朝信を討ち、その所領である小田喜城（後の大多喜城）を奪って居城とした。その後、1561年初頭の上杉輝虎（謙信）の関東出陣に際しては、義堯の嫡男・里見義弘に従って嫡男の信茂とともに参陣している。
1561年（永禄4年）4月6日、死去。なお、これまでは没年は元亀末から天正初年、天正4年（1576年）、あるいは天正6年（1578年）とされてきたが、近年里見氏・正木氏ゆかりの寺院である妙音院（高野山妙音院里見家過去帳）や慈恩院（正木一家法名）から、時茂の命日を示す資料が発見された。これらに従えば、以後の時茂の功績とされるものや「正木大膳（亮）」の名乗ったのは第二次国府台合戦で戦死した嫡男・信茂や後に里見氏に反乱した養子・正木憲時であったとされている。安房国長狭郡宮山（現在の千葉県鴨川市）の長安寺に葬られた。法号は長安寺殿武山正文または松徹主順。
越前の朝倉宗滴が語った言葉をまとめたとされる『朝倉宗滴話記』には、同時代の優秀な武将が列挙されているが、その中に「正木大膳亮」の名も挙げられている、「日本に国持人使の上手よき手本と可申仁は、今川殿、甲斐武田殿、三好修理大夫殿、長尾殿、安芸毛利、織田上総介方、関東正木大膳亮方、此等の事」（『続々群書類従』第十、教育部）。